# Качечка їжакова
Качечка їжакова (Diademichthys parvipinnis) — вид риб родини Присоскоперові (Gobiesocidae).

## Поширення
Вид поширений в Індійському та на заході Тихого океану від Оманської затоки до Нової Гвінеї.

## Опис
Невелика рибка завдовжки до 5 см. Мешкає серед коралових рифів. Коменсал моських їжаків роду  Diadema. Дорослі живляться дрібними двостулковими молюсками та ікрою креветок, що паразитують на морських їжаках. Личинки об'їдають педіцелярії морських їжаків